# Dimitshydrus
Dimitshydrus là một chi bọ cánh cứng trong họ Dytiscidae.
Chi này được Uéno miêu tả khoa học năm 1996.

## Các loài
Chi này gồm các loài:
- Dimitshydrus typhlops Uéno, 1996